# Олтеница
Олтеница е град в Румъния. Населението му е 24 822 жители (2011 г.). Намира се в часова зона UTC+2 на срещуположния бряг на Дунав от Тутракан.

## Население

### Българи
В периода 1910 – 1920 г. в града са живеели 1500 българи, преселели се от Силистренско през 1853 г.

## Личности
- Йон Илиеску, президент на Румъния

Поетическата дейност на младия Вазов е покровителствана от майка му Съба Вазова – общителна и ученолюбива жена, но буди недоволството на баща му, решил да направи от сина си търговец. С тази цел през 1870 г. Вазов е изпратен в Румъния да практикува при своя чичо, търговец в Олтеница.